# Udea azorensis
Udea azorensis là một loài bướm đêm trong họ Crambidae.